# توماس بيتشام
توماس بيتشام (3 ديسمبر 1820 – 6 إبريل 1907) مؤسس شركة بيشامس، وهي أكبر شركة أدوية.

## نبذة
ولد بيتشام في كوربريدج في أوكسفوردشاير، وأصبح راعيًا للغنم في سن الثامنة، ومن هذه الوظيفة تعلم عن طب الأعشاب.  
لفترة من الزمن كان يعمل ساعي بريد في قرية كيدلينجتون ولكن في عام 1847 انتقل إلى ويغان، حيث بدأ في بيع حبوب بيتشام التي كانت ملينًا( مادة تخرج الفضلات من الأمعاء). بحلول عام 1859 كان مقره في سانت هيلينز حيث بدأ في الإعلان وبيع الحبوب. أنشأ شبكة من الوكلاء في جميع أنحاء لانكشاير ويوركشاير وبحلول عام 1880 وسع أعماله كثيرًا لدرجة أنه تمكن من فتح مصنعه الأول.
في عام 1893 انتقل إلى ساوثبورت، حيث تقاعد بالكامل في غضون ثلاث سنوات. توفي في ساوثبورت عام 1907 ودفن في سانت هيلينز. لقد ترك 86680 جنيهًا إسترلينيًا في وصيته.
في عام 1847 تزوج من جين إيفانز وانجبا معًا ولدين وبنتين. بعد ذلك تزوج من سارة بيمبرتون عام 1873 وماري سويل عام 1879.
كان ابنه الأكبر هو السير جوزيف بيتشام، البارونيت (رتبة وراثية) الأول، وكان حفيده قائد فرقة موسيقية مشهورة السير توماس بيتشام. ابنه الأصغر كان ويليام إاردلي بيتشام. الحفيد الأكبر هو الشاعر أودري بيتشام.